# Johannes Guthrie
Johannes Guthrie, född 13 augusti 1662 i Arbroath, Skottland, död  7 januari 1724 i Ulrika Eleonora församling, Stockholms stad, var en svensk präst.

## Biografi
Johannes Guthrie föddes 1662 i Arbroath, Skottland. Han var son till kyrkoherden Guthrie och Elisabeth Ouchterlony i Mariæ Virginis församling. Guthrie flyttade i juli 1679 till Stockholm och fick anställning hos handelsmannen Wilhelm Helleday. Efter Helledays bortgång anställdes han hos dennes svärfar, handelsmannen Robert Petre i Arboga, som var från Skottland. Under hans vistelse i Sveriges övergick han till den lutherska kyrkan 10 april 1680 och fick religionsundervisning av kyrkoherden Ægidius Strauch i Tyska S:ta Gertruds församling. Guthrie blev sommaren 1680 student vid Wittenbergs universitet och promoverades till filosofie magister där 1685. Han flyttade i maj 1685 till Stockholm och arbetade där som informator hos Wilhelm Helleday den yngre. Den 10 oktober 1685 blev han student vid Uppsala universitet och prästvigdes 30 augusti 1690 i Uppsala domkyrka. Guthrie blev 27 september 1691 komminister i Klara församling, tillträdde 1 maj 1692. Han blev 19 december 1707 kyrkoherde i Älvkarleby församling, tillträde 1 maj 1708 och kontraktsprost i Örbyhus kontrakt 22 september 1709. Guthrie blev 7 augusti 1714 kyrkoherde i Ulrika Eleonora församling, tillträde 1 maj 1716 och blev assessor i Stockholms konsistorium 12 september 1716. Han avled i Ulrika Eleonora församling och begravdes 21 januari 1724 i Ulrika Eleonora kyrkas sakristia. Likpredikan hölls av Jöran Nordberg.
Guthrie var opponent vid prästmötena i Uppsala 1696 och 1707.

### Familj
Guthrie gifte sig första gången 26 juni 1692 i Leksands församling med Elisabeth Trast (död 1713). Hon hade tidigare varit gift med sekreteraren Nils Ingerman. Guthrie och Trast fick tillsammans en son (1700–1700). Guthrie gifte sig andra gången 10 november 1715 med Eva Hahlfelt.